# 洛龙街道
洛龙街道是中国云南省昆明市呈贡区下辖的一个街道。

## 历史
2008年9月28日，吴家营街道析置为吴家营、洛龙、雨花3街道。

## 行政区划
洛龙街道下辖以下地区：
洛龙社区、王家营社区、吴家营社区、白龙潭社区、碧潭社区、春悦社区和宜和社区。